# Аранг и Магистратът
„Аранг и Магистратът“ (на корейски: 아랑사또전, на английски: Arang and the Magistrate) е южнокорейска историческа драма с участието на И Джун Ги, Шин Мин А, Ю Сънг Хо и Йон У Джин от 2012 г.
Сюжетът се основава на Аранг, героиня от корейския фолклор, която умира несправедливо и се завръща като призрак, за да разкрие обстоятелствата около смъртта си. Излъчва се по MBC от 15 август до 18 октомври 2012 г. в сряда и четвъртък от 21:55 ч. за 20 епизода.

## Сюжет
Благородник на име Ким Ън О (И Джун Ги) идва в града, за да търси майка си, след като чува слух, че тя е отседнала в Мирянг. Той има специалната способност да чува, вижда и докосва духове, но се преструва, че не може да го прави, защото се дразни, когато духовете му досаждат за помощ.
Аранг (Шин Мин А) е изгубила всичките си спомени, когато се е превърнала в призрак и не може да почива в мир, докато не разбере как е умряла. Тя се явява на трима магистрати с молба да ѝ помогнат, но от страх при срещата си с нея и тримата не оцеляват. Местните служители, отчаяни от факта, че никой не иска да заеме свободната от дълго време позиция, принуждават Ън О да стане новият магистрат. Когато Аранг разбира, че Ън О може да я види и че той е назначен за магистрат, го моли за помощ.
Първоначално Ън О отхвърля молбата ѝ. Но по-късно променя решението си, след като вижда, че Аранг по някаква причина носи фибата, която е подарил на майка си при последната им среща. Ън О вярва, че ако помогне на Аранг да си върне спомените, тя ще му даде информация за майка му. Като новоназначен градски магистрат, той обединява усилия с Аранг и двамата разследват обстоятелствата около смъртта ѝ. Мистериозния благородник Джу Уал също се оказва замесен в случая. В хода на историята Ън О защитава Аранг и от Му Йонг, жътвар, който залавя душите на мъртвите, за да ги пренесе в отвъдния свят. По време на разследването си Ън О разкрива корупциите на местен благородник и решава да използва новата си позиция на магистрат, за да въведе справедливост и ред в града.
Междувременно действията на Аранг и Ън О се проследяват от самия Нефритен император и Юм-ра, боговете на небесното и подземното царство, които се опасяват, че събитията в Мирянг са много по-ужасяващи, отколкото изглеждат.

## Актьорски състав
- И Джун Ги – Ким Ън О[3][4][5]
- Шин Мин А – Аранг / И Со Рим[6]
- Йон У Джин – Джу Уал[7]
- Хуанг Бо Ра – Банг Уол, шаман[8]
- Ю Сънг Хо – Нефритения император, крал на рая[9]
- Пак Джун Гю – Краля на подземния свят[9]
- Куон О Джунг – Дол Се, слугата на Ън О
- Хан Чонг Су – Му Йонг, шефът на тъмните жътвари
- Канг Мун Йонг – лейди Со, майката на Ън О
- Ким Йонг Гун – лорд Че
- Ким Куонг Кю – И Банг
- И Санг Хун – Хюнг Банг
- Ким Мин Дже – Го Дол

## Продукция
Това е проектът, с който И Джун Ги се завръща след приключване на военната си служба през февруари 2012 г. Освен това е и първата историческа драма за Шин Мин А и завръщането ѝ в телевизията след сериала „Приятелката ми е Гумихо“ от 2010 г.

## Награди
На наградите за драма на MBC през 2012 г. И Джун Ги и Шин Мин А печелят приза за „Най-добра екранна двойка“.
На международните награди за драма Сеул 2013 г. сериалът печели в категорията „Най-добра корейска драма“, а И Джун Ги печели в категорията „Най-добър актьор в корейска драма“.